# Radiometer (virksomhed)
 For alternative betydninger, se Radiometer (flertydig). (Se også artikler, som begynder med Radiometer)
Radiometer Danmark A/S, oprindeligt Ingeniørfirmaet Aagaard Nielsen & Schrøder, er en dansk virksomhed med hovedkvarter på Åkandevej 21 i Brønshøj.

## Historie
Radiometer blev etableret i 1935 af to nybagte civilingeniører, Carl Schrøder (1907-1964) og Børge Aagaard Nielsen (1909-1997). Virksomheden producerede oprindeligt måleinstrumenter til radioindustrien. På opfordring af Carlsberg Laboratoriets forstander S.P.L. Sørensen udviklede de to iværksættere i 1937 PHM1, et af verdens første elektroniske pH meter til bestemmelse af surhedsgrad.
Radiometer, der under besættelsen lå på Bernhard Bangs Allé på Frederiksberg, blev saboteret.
I forbindelse med polio-epidemien i København i 1952 udviklede virksomeden i et tæt samarbejde med forskere på danske hospitaler apparater til diagnosticering af sygdommen, hvorefter virksomheden i 1954 påbegyndte produktion af medicotekniske apparater. Radiometers første medicotekniske apparat hed Astrup Apparatus E50101 efter idé af den senere professor Poul Bjørndahl Astrup. I 1973 introducerede Radiometer ABL1, verdens første automatiske apparat til måling af blodgas, der gør brug af en microprocessor.
Siden har Radiometer produceret en omfattende række af kliniske måleinstrumenter til analyse af blodprøver og udstyr til overvågning af kritisk syge patienter.
I 1964 blev Radiometer omdannet til et aktieselskab. I 1975 flyttede store dele af produktionen til Frederikssundsvej 265. Bygningen blev tegnet af arkitekt Mogens Black-Petersen. Hovedsædet og udvikling forblev på Emdrupvej 72. Siden flyttede firmaet jan. 1995 til Åkandevej 21, i Brønshøj til et hovedsæde også tegnet af Mogens Black-Petersen.
Omkring 1977 blev Radiometer splittet op i måleinstrumenter til radioindustrien og den medicotekniske del.
Radiometer blev derefter delt mellem tvillingebrødrene Johan Schrøder/Henrik Schrøder og Børge Aagaard Nielsen. Johan Schrøder tog den medikotekniske del Radiometer Medical. Henrik Schrøder og Børge Aagaard Nielsen tog måleinstrumenterne. Radiometer Electronics (RE) er nu lukket.
Radiometer Medical er nu overtaget af amerikanske Danaher Corporation, der senere har oprettet Danrad ApS.
På Radiometer lå der tidligere et pH reference laboratorium, nu flyttet til Danmarks Nationale Metrologiinstitut (DFM) i Lyngby.

## Direktion
- 1935-1964: Carl Schrøder
- 1964-1971: Børge Aagaard Nielsen
- 1971-1973: Erik B. Rasmussen
- 1973-2004: Johan Schrøder
- 2004-2015: Peter Kürstein
- 2015-2022: Henrik Schimmell
- 2022-20xx: Francis Van Parys

## Fodnoter
1. ↑  "Louise Reisner-Sénélar (2009) The Danish anaesthesiologist Björn Ibsen a pioneer of long-term ventilation on the upper airways".

## Eksterne henvisning
- Radiometer Danmark
- Radiometer Medical

55°42′35.6″N 12°29′3.8″Ø / 55.709889°N 12.484389°Ø